# Tharoul
Tharoul est un hameau de la commune belge de Marchin situé en Région wallonne dans la province de Liège.
Ce hameau faisait partie de l'ancienne commune de Vyle-et-Tharoul.

## Situation
Ce hameau condrusien se situe principalement sur la rive gauche et le versant nord du ruisseau de Vyle à environ 2 km au sud-ouest du village de Vyle. Il occupe la partie la plus au sud de la commune de Marchin.

## Patrimoine
Le petit hameau rural de Tharoul possède deux châteaux.
Le château de Tharoul de style Louis XV aurait été construit sur des caves remontant au XIe siècle. Il jouxte deux fermes en carré bâties en moellons de calcaire. Plusieurs arbres remarquables entourent le château. Un étang se situe entre le château et le ruisseau de Vyle.
Le château de Bagatelle date du début du XXe siècle. Il est bâti en grès jaune et pierre de taille et se situe dans un grand parc arboré sur la rive droite du ruisseau de Vyle en amont du château de Tharoul. La clairière du domaine est reprise sur la liste du patrimoine immobilier classé de Marchin depuis 1979.

## Tourisme
Une des fermes avoisinant le château de Tharoul abrite des gîtes ruraux.